# Auguste Orts
Auguste Orts, né à Bruxelles le 7 avril 1814 et mort en sa ville natale le 3 novembre 1880, est un avocat, homme politique libéral et historien bruxellois. Il est également professeur à l'Université libre de Bruxelles.

## Biographie
Auguste Englebert Pierre Orts, né le 7 avril 1814 à Bruxelles est le fils de Louis Joseph Orts (1786-1856), échevin de Bruxelles, membre de la Chambre des représentants et bâtonnier de l'Ordre des avocats, et de Marie Schlim. Il appartient à une vieille famille bruxelloise de jurisconsultes issue des Lignages de Bruxelles et, à ce titre, était de ce fait prédestiné à jouer un rôle dirigeant dans la vieille cité brabançonne. Auguste Orts est le grand-père de l'éminent diplomate Pierre Orts (1872-1958). Un de ses arrière-petits-fils (Frédéric Orts, 1907-1983) épouse en 1937 l'arrière-petite-fille du bourgmestre Jules Anspach (Marguerite Anspach, 1908-2005).

### Carrière
Il commence sa carrière d'avocat à 19 ans en 1833 en s'inscrivant au barreau de Bruxelles. Comme avocat, il comptait avec Hubert Dolez, Pierre Sanfourche-Laporte, et Auguste van Dievoet parmi les plus brillants avocats en cassation de son temps.
Il figure dans la liste des fondateurs de l'Université libre de Bruxelles en 1834 et est membre de son conseil d'administration. Il participe activement au développement de l'Université libre de Bruxelles sur base des méthodes du libre examen. Il est nommé agrégé à la Faculté de droit en 1838 chargé du cours d'économie politique et de statistique et devient professeur ordinaire en novembre 1844. Il quitte l'enseignement en 1860. 
Il s'est entretemps lancé dans la politique et, le 13 juin 1848, est élu député de Bruxelles à la Chambre des représentants dont il devient par la suite président de juillet 1859 à juillet 1860.
À la mort de son père en mars 1856, il prend sa succession au conseil communal de Bruxelles. Juriste éminent, il est nommé le 1er décembre 1869 échevin du contentieux aux côtés de son ami Jules Anspach, bourgmestre de Bruxelles. Il reste à ce poste jusqu'en novembre 1873.
Franc-maçon, il est membre de la loge bruxelloise Les Amis philanthropes et de la Société des douze. 
Peu avant son décès, il est élu en octobre 1880 bâtonnier de l'Ordre des avocats à la Cour de cassation.
À la suite de son décès à Bruxelles le 3 novembre 1880, il reçoit des funérailles officielles à l'église Notre-Dame du Sablon de Bruxelles et les honneurs militaires lui sont rendus avant d'être inhumé au cimetière de Bruxelles à Evere.

## Œuvres
Il met son talent d'écrivain pour célébrer l'héroïsme des Belges lors de la guerre des paysans, et son livre La Guerre des paysans (1798-1799) , Épisode de l'histoire belge (Bruxelles, 1863) garde tout son intérêt ainsi qu'un ouvrage consacré au château de Beersel.
Ardent homme politique libéral, défenseur de la cause d'un enseignement public, indépendant et laïc, et adversaire de l'ingérence omnipotente de l'Église dans le pouvoir civil, il écrivit aussi De l'incapacité civile des congrégations religieuses non autorisées (Bruxelles, 1867). 
Il publia également un ouvrage juridique, Practyke criminele van Philips Wielant (Gand, 1872) et collabora à de nombreux journaux et périodiques tant politiques que juridiques (l’Observateur Belge, la Belgique judiciaire, la Gazette des Tribunaux belges et étrangers, la Libre Recherche…).

## Hommages et distinctions

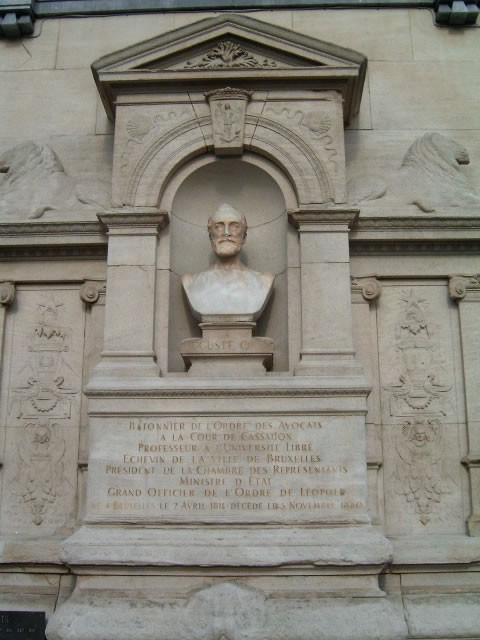
Statue Auguste Orts située au coin de la Rue Auguste Orts et du Bld Anspach à Bruxelles.

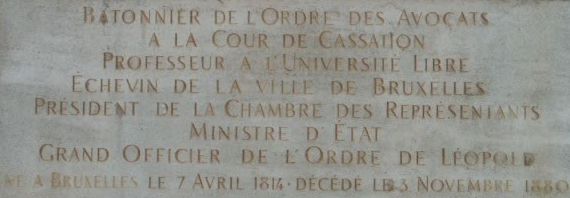
Détails de l'inscription en bas de la statue Auguste Orts.

Il est nommé ministre d'État par le roi Léopold II en janvier 1879.
Un monument à sa mémoire et une fontaine, œuvres de l'architecte Henri Beyaert, des sculpteurs Thomas Vinçotte et Georges Houstont, ont été érigés en 1888 au coin de la rue Auguste Orts et du boulevard Anspach à Bruxelles. 
La ville de Bruxelles pour l'honorer donne son nom en 1880 à une rue située au cœur de la cité qui donne sur le boulevard Anspach. 
Il a reçu la distinction suivante : 
- Grand officier de l'ordre de Léopold (Belgique).